# Vilém I. Normandský
Vilém I. Normandský zvaný Dlouhý meč (latinsky Willermus Longa Spata, francouzsky Guillaume Longue-Épée, severogermánsky Vilhjálmr Langaspjót; asi 900/905 Rouen – 17. prosince 942) byl rouenský hrabě, potomek vikinských nájezdníků.

## Život
Byl synem Rolla, kterému se podařilo roku 911 získat od krále Karla Prosťáčka pro sebe a své muže území okolo Rouenu a Poppy, dcery Berengara z Neustrie. Roku 927 převzal po abdikujícím otci panství a ve sporu o královskou korunu stal na straně krále Karla, poté změnil politický směr a roku 933 složil hold Rudolfovi Burgundskému a rozšířil své území směrem na západ. O šest let později patřil mezi straníky nového východofranského krále Oty I. a podpořil jej proti vzbouřencům v bitvě u Andernachu. Roku 940 porušil svou přísahu západofranskému králi Ludvíkovi a společně s Herbertem z Vermandois a Hugem Velikým oblehl Remeš a sesadil králova straníka arcibiskupa Artolda z Remeše, který měl propůjčené remešské hrabství.

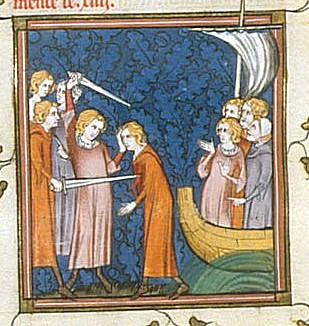
Vražda Viléma Normandského, středověká miniatura

Osudným se mu stal dlouholetý spor s flanderským hrabětem Arnulfem, který vznikl díky Vilémovu sňatku s Luitgardou, dcerou Heriberta z Vermandois. Následnou územní expanzí vzniklo nárazníkové pásmo a během vyjednávání o sporný hrad Montreuil byl Vilém Arnulfovými nohsledy zavražděn. Byl pohřben v katedrále v Rouenu. Novým hrabětem se stal syn Richard, který byl za otcova života v Bayeux, aby se tam naučil norštinu, jazyk svých vikinských předků.

## Rodina
Vilém neměl se svou křesťanskou manželkou Luitgardou žádné děti. Se Sprotou, svou manželkou more danico, zplodil syna Richarda. Richard, kterému bylo 10 let, se stal po Vilémově smrti v prosinci 942 normandským vládcem.